# Mašlovačka

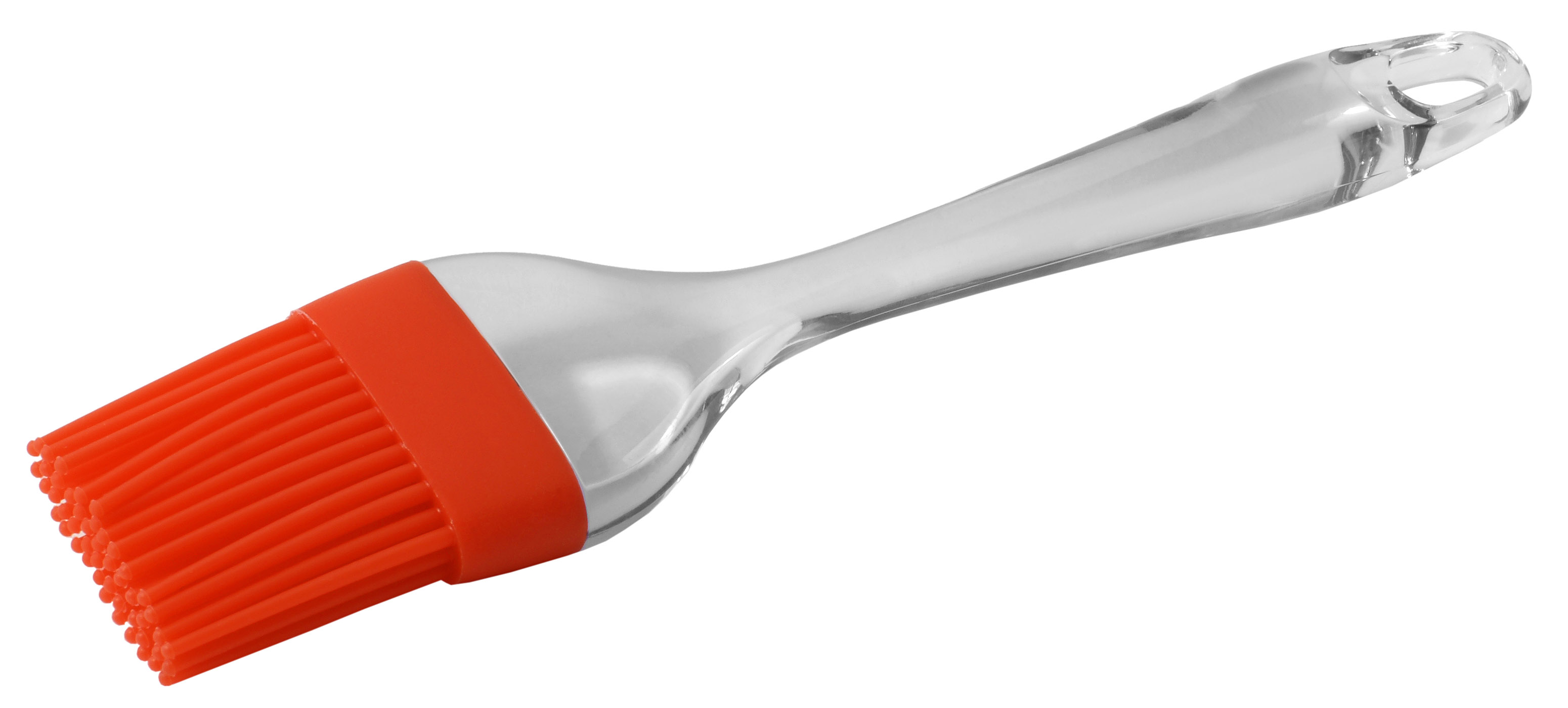
Silikonová mašlovačka

Mašlovačka nebo peroutka (na Moravě), perútka (na Slovácku), perótka (na Hané), mastička (na Valašsku) je kuchyňská pomůcka, která slouží k potírání kompaktních pokrmů buď v průběhu přípravy nebo po jejich dokončení tekutou ingrediencí.
Mašlovačka vzdáleně připomíná štětec či štětku. Její klasická tradiční verze sestává z 15-20 silných husích brků, na jednom konci svázaných a nití propletených tak, že je vytvořena rukojeť, horní pernatá část slouží jako pracovní – při použití se namáčí do tekutého materiálu, který se její pomocí nanáší na upravovaný pokrm. V nabídce výrobců kuchyňských pomůcek jsou i mašlovačky podoby skutečného štětce – s nerezovým či plastovým držadlem a nylonovou pracovní částí či silikonové, tyto mašlovačky často mívají očko na zavěšení.
Příklady nejčastějšího použití mašlovačky:
- potírání pečiva z kynutého či listového těsta rozšlehaným vejcem, žloutkem nebo bílkem (aby získalo při pečení zlatou barvu a lesk)
- potírání pečiva tukem – olejem, rozpuštěným sádlem či máslem (aby získalo chutnou křupavou kůrku)
- potírání chleba vodou (aby se leskl a zvláčněl)
- potírání grilovaného masa, kuřete ap. směsí oleje, soli a koření (aby získalo chuť a křupavou kůrku)